# Petit Flower
Petit Flower (プチフラワー) est un magazine de shōjo manga édité par Shōgakukan. Il est fondé en 1980 et arrêté en mars 2002, remplacé par Monthly Flowers.

## Histoire
Après une expérimentation avec un numéro spécial du magazine Bessatsu Shōjo Comic nommé Flower Comic, Shōgakukan publie Petit Flower en 1980 avec à sa tête Junya Yamamoto, qui dirigeait déjà Bessatsu Shōjo Comic. Le magazine cible un lectorat féminin en fin d'adolescence. Yamamoto dirige seul le magazine et n'a donc que peu de temps à accorder aux mangaka, qui se retrouvent donc avec une grande liberté éditoriale mais sans accompagnement lors de leur processus créatif.
Le magazine ouvre avec des grandes autrices de Shōgakukan telles que Moto Hagio ou Keiko Takemiya, il permet aussi de lancer de nouveaux talents telles que Reiko Okano ou Keiko Nishi.
Le magazine s'arrête en mars 2002, remplacé le mois suivant par le magazine Monthly Flowers.